# Lacustricola matthesi
Lacustricola matthesi är en fiskart som först beskrevs av Seegers, 1996.  Lacustricola matthesi ingår i släktet Lacustricola och familjen Poeciliidae. IUCN kategoriserar arten globalt som livskraftig. Inga underarter finns listade i Catalogue of Life.